# Rotació biennal
La rotació biennal és un sistema de cultiu que permet l’alternança de 2 cultius diferents en una mateixa parcel·la. A l'edat mitjana, el rendiment de la terra era escàs, aleshores treballaven la meitat de la terra i l'altra meitat es deixava reposar. Això es denominava rotació biennal. En la mateixa Edat Mitjana en algunes regions, es va substituir per la rotació triennal.

## Principi
La rotació biennal suposa la divisió de la zona cultivada en dos terrenys : un només de cereal d'hivern (principalment blat) i un altre en guaret. El cicle comença amb el blat sembrat a la tardor de l’any N. Es cull al juny o juliol de l’any N + 1. El rostoll es lliura als habitants que exerceixen el seu dret d’ús: espigolat de grans, pastura inútil fins al començament del guaret al març N + 2, és a dir, la preparació del terreny per a la sembra. Aleshores, es procedeix al guaret que consisteix en passatges superficials amb l'arada per tal d'eliminar les males herbes mitjançant una simple extracció de terra i afavorir l’assimilació dels purins proporcionats pel bestiar. El terreny es prepara així per a la nova sembra de cereals d'hivern a l'octubre N + 2.

## Abast
A França, es va practicar la rotació biennal a les regions mediterrànies, la vall baixa del Roine i el Massís Central. Era d'ús comú a tota la conca mediterrània. Existia en altres llocs, però va ser substituïda per la rotació triennal.
La rotació biennal va funcionar, generalment, a la majoria de terrenys. El seu bon funcionament depenia de si té a prop un bosc o un terreny ja sigui erm, o landa (saltus en llatí) per a la renovació de la fertilitat mitjançant la cria (principalment ovelles). Històricament, és per excel·lència la rotació emprada a les vil·les romanes. Als països mediterranis, la millora del camp conreat s’aconsegueix sovint amb els fruits dels horts (vinya, cítrics, etc.) i oliveres.